# Городок (Ивановская область)
Городок — деревня в составе Тимирязевского сельского поселения Лухского района Ивановской области.

## География
Деревня находится в северо-западной части Лухского района, на полпути от районного центра к селу Тимирязево, в 2 км к северу от посёлка Лух. Через деревню протекает река Лух. Через деревню также проходят автотрассы 24Н-056 и 24Н-035.

## Экономика
В Городке находится деревообрабатывающее предприятие, АЗС, имеется гостевой дом. 

## Население
| 1872 | 1907 | 2002 | 2010 |
| ---- | ---- | ---- | ---- |
| 148  | ↗209 | ↗461 | ↗476 |